# Escuela de Madrid (arte contemporáneo)
La Escuela de Madrid o joven escuela madrileña es el nombre con el que se identificó a un grupo de pintores españoles del siglo xx a raíz de la exposición colectiva que hicieron en la Galería Buchholz de Madrid en 1945, bautizados así por el marchante y librero Karl Buchholz y el crítico de arte Manuel Sánchez Camargo.

## Historia
La respuesta de los artistas españoles al monopolio parisino vanguardista en los años de entreguerras comienza en 1925 con la Exposición de Artistas Ibéricos, en Madrid. Sigue con la experiencia poético-plástica de la llamada, más tarde, Escuela de Vallecas y, tras el bache de la Guerra civil española, se prolonga en la luego llamada segunda Escuela de Vallecas, promovida por Benjamín Palencia. 
De este último grupo procedió la mayoría de los pintores que, reunidos en la Galería Buchholz, fueron etiquetados como Joven escuela madrileña o Escuela de Madrid: Pedro Bueno, Álvaro Delgado, Juana Faure, Eustaquio Fernández Miranda, José García Guerrero, el mencionado García-Ochoa, Antonio Lago Rivera, Juan Antonio Morales, Pablo Palazuelo y Miguel Pérez Aguilera, más los escultores José Planes y Carlos Ferreira.
La exposición tuvo una segunda parte bajo el título de "Facetas del Arte Moderno español" (8 al 31 de enero de 1946), que se planteó como un homenaje al maestro Vázquez Díaz y que reunió a José Escassi, Pedro Mozos, Eduardo Chicharro, Rafael Sanz, Víctor María Cortezo, Manuel Jaén, Horacio García Condoy, Cirilo Martínez Novillo y Gregorio del Olmo, (además del propio Vázquez Díaz). De todos ellos, los únicos que repitieron en muestras de la recién bautizada Escuela de Madrid serían: Pedro Bueno, Álvaro Delgado, Luis García-Ochoa, Juan Antonio Morales, Pedro Mozos, Martínez Novillo y Gregorio del Olmo.
Cinco años después, en 1951, la Galería Biosca de Madrid volvió a reunir parte del grupo. Participaron seis pintores: Álvaro Delgado, Menchu Gal, García-Ochoa, Juan Guillermo, Martínez Novillo y Agustín Redondela, y el escultor Eduardo Gregorio. 
Un año después, la Sala Artis de Salamanca presentó a un grupo similar como Moderna Escuela Madrileña. En 1953, la Sala Macarrón de Madrid volvió a reunirles recuperando la denominación La Escuela de Madrid. A esta exposición, y a las posteriores sobre el grupo, se incorpora Francisco Arias Álvarez.
La promoción de la Escuela de Madrid a partir de 1951 probablemente vino apoyada por la Primera Bienal de Arte Hispanoamericano, que supuso la consagración de los maestros Palencia (Gran Premio de la Bienal) y Vázquez Díaz (Gran Premio a la obra total de un pintor). La supuesta conciencia de grupo fue incentivada por la publicación, por parte de la revista Índice, de una serie de biografías sobre sus componentes, además del libro de Sánchez Camargo publicado en 1954. Todo ello se vería favorecido por una incipiente apertura cultural. 
En 1955 expusieron en la Sala Ruzafa de Valencia, y cuatro de ellos (Menchu Gal, Juan Guillermo, Luis García-Ochoa y Gregorio del Olmo) en el Ateneo Jovellanos de Gijón (Asturias). Las últimas reuniones de ese grupo 'multicefálico' fueron en 1959, en la Galería Mayer y, en 1962, en la Galería Quixote, ambas de Madrid. Antonio Martínez Cerezo, en su estudio sobre esta camaleónica escuela, incluyó también a Macarrón y Francisco San José como miembros "de número".
Este conjunto de datos parecen dar como acertada la consideración posterior de que, la denominada Escuela de Madrid de Pintura -o Joven escuela madrileña-, fue un proyecto comercial de galeristas y críticos de arte para introducir las últimas corrientes del arte en España y crear un mercado más concreto de pintura paisajista de autor; es decir, que nunca hubo tal escuela. Sí hubo una amplia generación de pintores que admitieron como maestros más cercanos a Solana, Vázquez Díaz, Benjamín Palencia, Ortega Muñoz, Picasso y Pancho Cossío.
Ramón Faraldo, otro de los críticos de arte que primero la impulsaron y luego la vejaron, declaró sobre los componentes de esta escuela:... «lo que pudo aproximar a estos pintores fue una conciencia aplicada al oficio, más que una identificación técnica o temática.»